# Kara-Ahmed-Pascha-Moschee

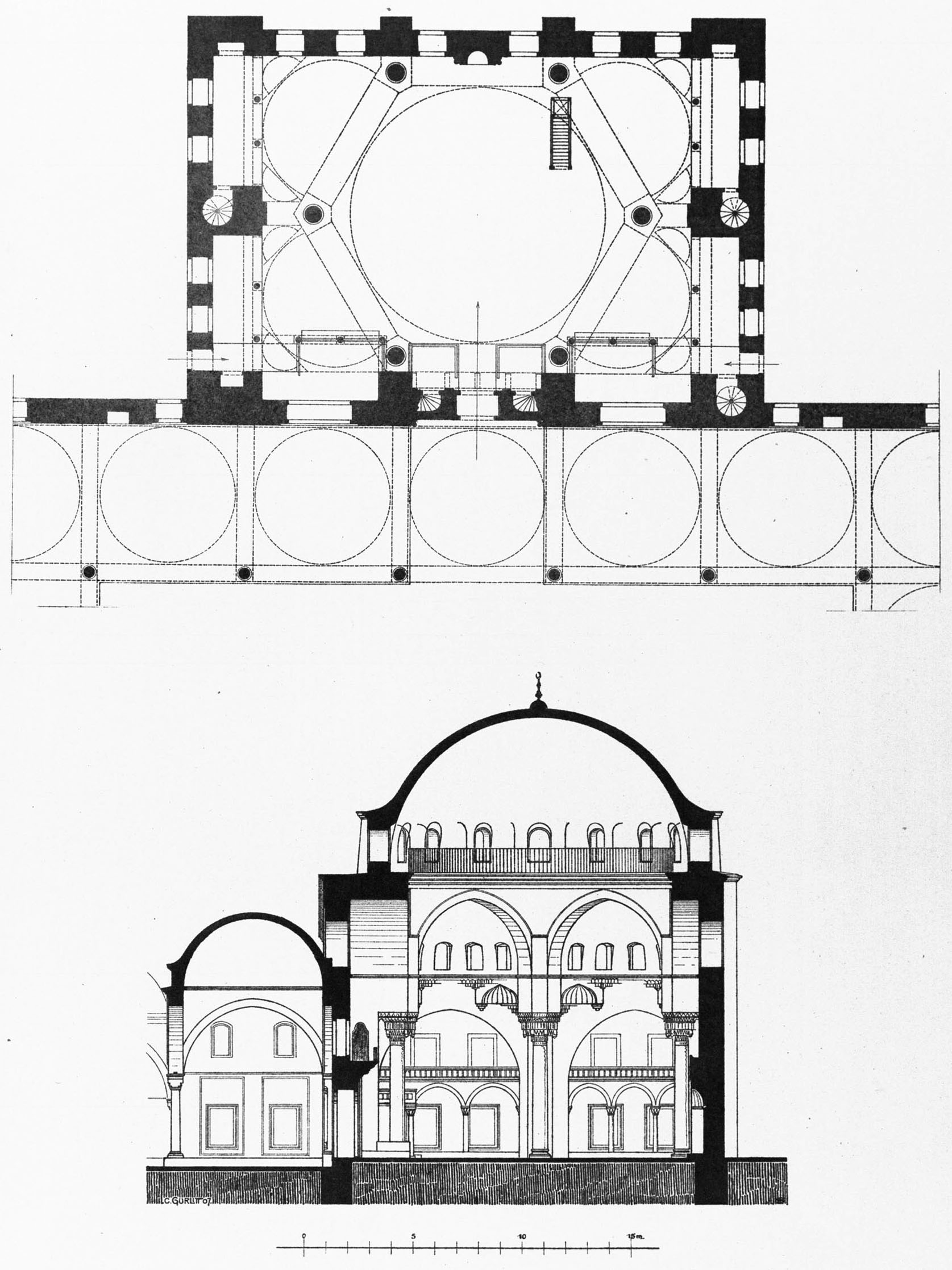
Grundriss und Querschnitt der Moschee

Die Kara-Ahmed-Pascha-Moschee (türkisch Kara Ahmet Paşa Camii), auch Gazi-Ahmed-Pascha-Moschee und Topkapı-Moschee, ist eine osmanische Moschee aus dem 16. Jahrhundert in Istanbul. Die Pläne für das Bauwerk stammen von dem osmanischen Hofarchitekten Sinan.

## Lage
Die Moschee wurde im Stadtviertel Topkapı (nicht zu verwechseln mit dem Topkapı-Palast) im Nordwesten des Istanbuler Stadtbezirks Fatih errichtet. Das Bauwerk liegt unweit der byzantinischen Theodosianischen Stadtmauer des alten Konstantinopel.

## Geschichte
Die Moschee wurde im Auftrag von Kara Ahmed Pascha geplant. Der aus Albanien stammende Pascha war von 1553 bis 1555 Großwesir des Osmanischen Reiches. Kara Ahmed Pascha war mit Fatma Sultan verheiratet, einer Tochter von Sultan Selim I. Er wurde unter Süleyman I. im Jahr 1553 zum Großwesir ernannt, aber zwei Jahre später noch im Amt durch Strangulation hingerichtet. Laut dem Regierungsbeamten und Historiker Celâlzâde Mustafa Çelebi soll die Hinrichtung befohlen worden sein, weil es Kara Ahmed Pascha an Urteilsvermögen gemangelt habe und er als Großwesir inkompetent gewesen sein soll. Es habe Anzeichen von Korruption gegeben und der Großwesir habe sich mit „Dummköpfen und Unruhestiftern“ umgeben. Der wahre Grund für die Exekution dürfte eher in einer Intrige von Süleymans Lieblingsfrau Hürrem und deren Tochter Mihrimah liegen, die Mihrimahs Ehemann und Kara Ahmed Paschas Vorgänger als Großwesir Rüstem Pascha wieder zu seinem Amt verhelfen wollten.
Die Stiftungsurkunde für die Moschee wurde am 21. Juli 1555 rund zwei Monate vor der Exekution aufgesetzt. Neben der Freitagsmoschee sollte eine Medrese mit 16 Schlafräumen und einem Klassenraum entstehen, außerdem ein Derwisch-Konvent, ein Hospital und eine Schule. Kara Ahmed Paschas Verwalter Firuz Kethüda wurde zum Stiftungsverwalter bestimmt. Die Stiftung wurde mit 3 Mio. Asper ausgestattet. Zum Stiftungsvermögen gehörten außerdem mehrere Grundstücke mit Anwesen, darunter auch der Palast des Großwesirs mit zwei Höfen, einem Garten und Schwimmbad.
Ursprünglich sollte die Moschee nahe dem Edirnekapı-Tor gebaut werden. Doch dort hatte sich auch Prinzessin Mirimah einen Bauplatz gesichert, klagte aufgrund der Platznöte gegen den Bau der zweiten Moschee und der Sultan entschied zu ihren Gunsten. Der Bau der Kara-Ahmet-Pascha-Moschee wurde so wohl auf das Gartengrundstück der ehemaligen Residenz des Kara Ahmed Pascha verlegt. Durch das wesentlich kleinere Grundstück mussten die Pläne angepasst werden, Hospital und Derwisch-Konvent konnten hier nicht realisiert werden.
Die Moschee wurde um 1555 von dem osmanischen Hofarchitekten Sinan geplant. Eine Inschrift in der Moschee belegt, dass die Bauarbeiten am 25. März 1565 begannen und der Gebäudekomplex 1571/72 vollendet wurde, nachdem der Pascha posthum nach der Thronbesteigung von Selim II. rehabilitiert worden war. Eine Inschrift an der Türbe, dem Mausoleum, legt nahe, dass dieses bereits 1558/59 errichtet worden war. Kara Ahmeds Ehefrau Fatma Sultan wurde außerhalb des Mausoleums im Garten der Moschee bestattet.
Die Moschee wurde reich ausgestattet. Der Dragoman des Palasts bestellte eine Lampe aus Murano-Glas in Venedig. Großwesir Sokollu Mehmed Pascha stiftete drei Korane und drei Teppiche. Sein Verwalter Hasan schenkte einen Teppich und einen Gebetsteppich. Der Wesir Lala Mustafa Pascha stiftete drei Teppiche, sein Verwalter einen Koran und einen Teppich. Weitere Freunde und Verbündete schenkten der Moschee Inventar. Die Liste der Objekte umfasste 1.000 Perlen, 15 Koran-Exemplaren, 18 Teppiche und fünf Gebetsteppiche.
1696 wurde die Moschee erstmals durch Aydınbegzâde Hasan Agha renoviert. Nach dem Einsturz der Kuppel bei einem Erdbeben im Jahr 1894 erfolgte zwei Jahre später die Renovierung mit leichten Veränderungen. 1946 wurde die alte Schule zu einem Jugendheim.

## Architektur
Der Gebäudekomplex aus Moschee und Medrese liegt innerhalb einer Mauer, die auf der Frontseite von Fenstern durchbrochen ist. Die Türbe und die Schule liegen westlich außerhalb dieser Mauern. Die Schule wurde mit einem Mauerwerk aus Ziegelsteinen und hellen Werksteinen errichtet. Die Türbe besteht nur aus hellen Werksteinen, ist äußerlich ein Hexagon und innen ein Dekagon.
Zwischen Moschee und U-förmiger Medrese liegt im Innenhof ein Garten mit einem polygonalen Şadırvan. Der Moschee vorgelagert ist ein Portikus mit fünf Kuppeln, der die Kolonnaden der Medrese überragt. Die Säulen des Portikus tragen Muqarnas-Kapitelle. Während Moschee und Kolonnaden aus weißen Werksteinen bestehen, wurde die Medrese aus alternierenden Lagen von Werksteinen und roten Ziegelsteinen errichtet. Im Zentrum sitzt der leicht erhöhte Klassenraum mit Kuppel.
Die zentrale Kuppel mit Tambour erhebt sich über einem Hexagon. Neben der Kuppel sitzen auf jeder Seite je zwei Halbkuppeln, unter denen Exedren den Raum vergrößern. Die Bögen, welche die Hauptkuppel tragen, werden von sechs roten Granitsäulen mit Muqarnas-Kapitellen getragen. Es wird vermutet, dass diese Säulen aus der nahen Romanoskirche stammen, von der auch Spolien im Bauwerk gefunden wurden.
Über den sechs Fenstern der Qibla-Wand und in den Kielbögen der beiden Nischen in der Nordfassade sitzen außen Lünetten aus Cuera-Seca-Fliesen. Die Kara-Ahmet-Pascha-Moschee ist die letzte Moschee, bei der diese Fliesen genutzt wurden.

## Galerie

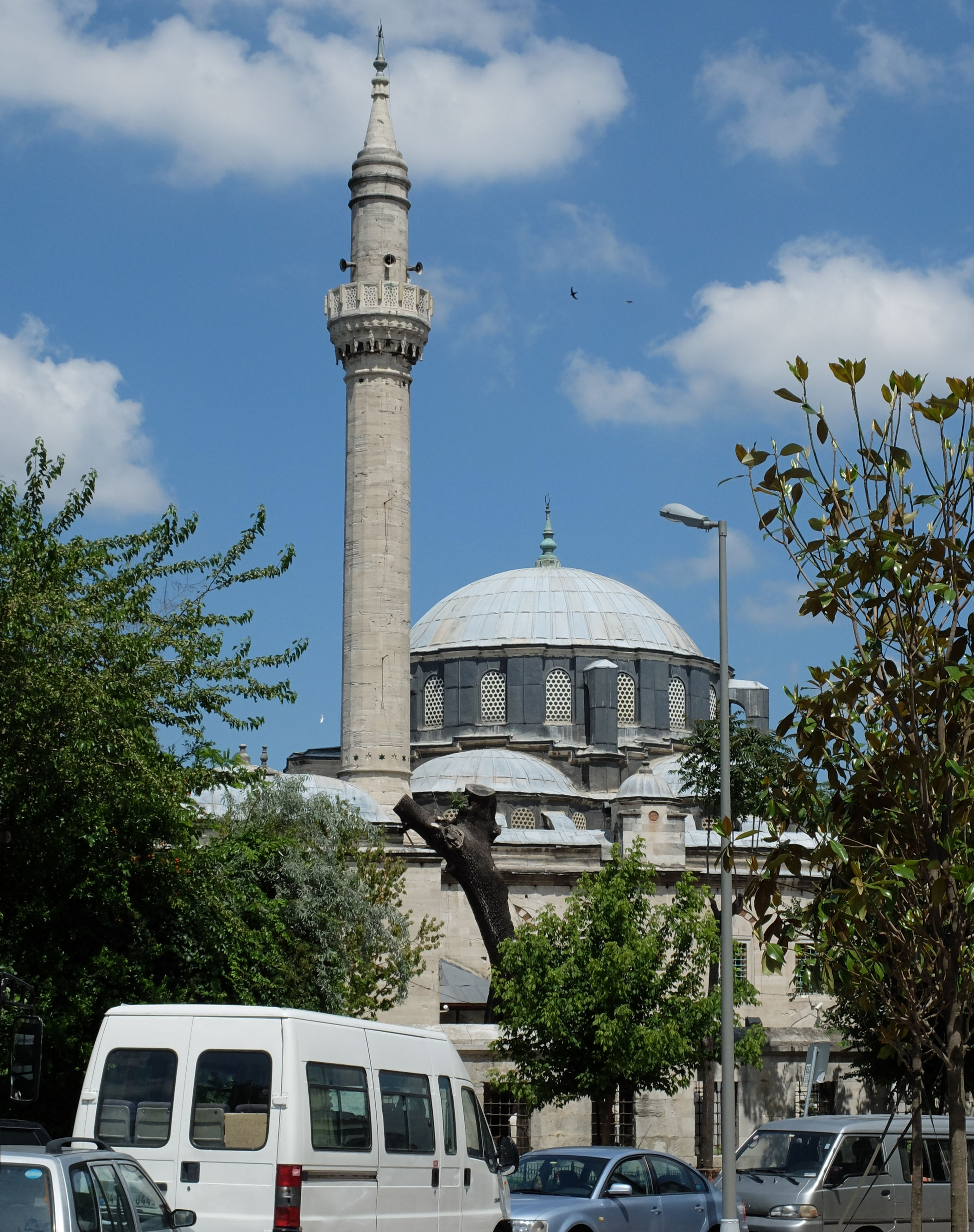
Außenansicht
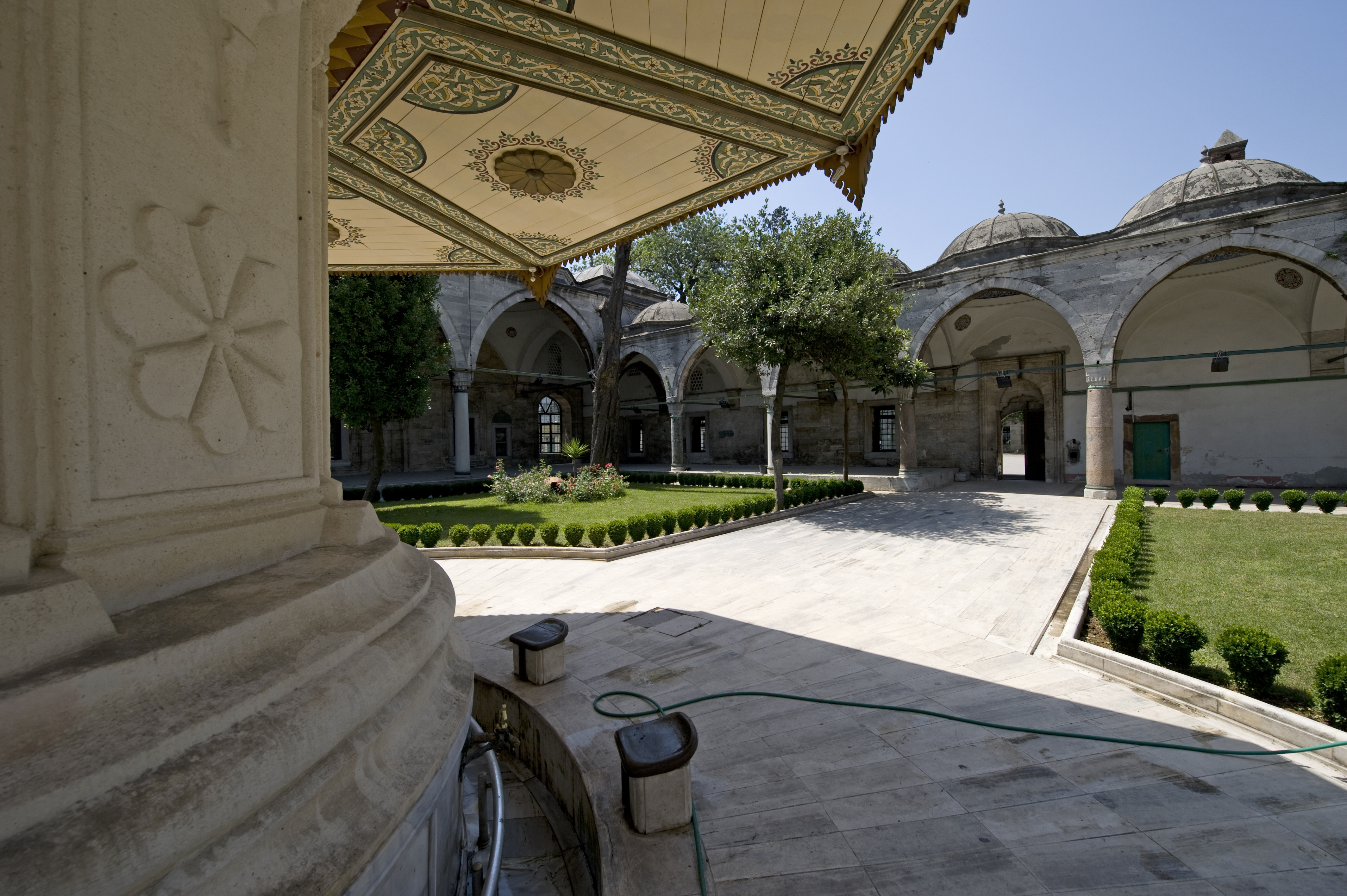
Innenhof
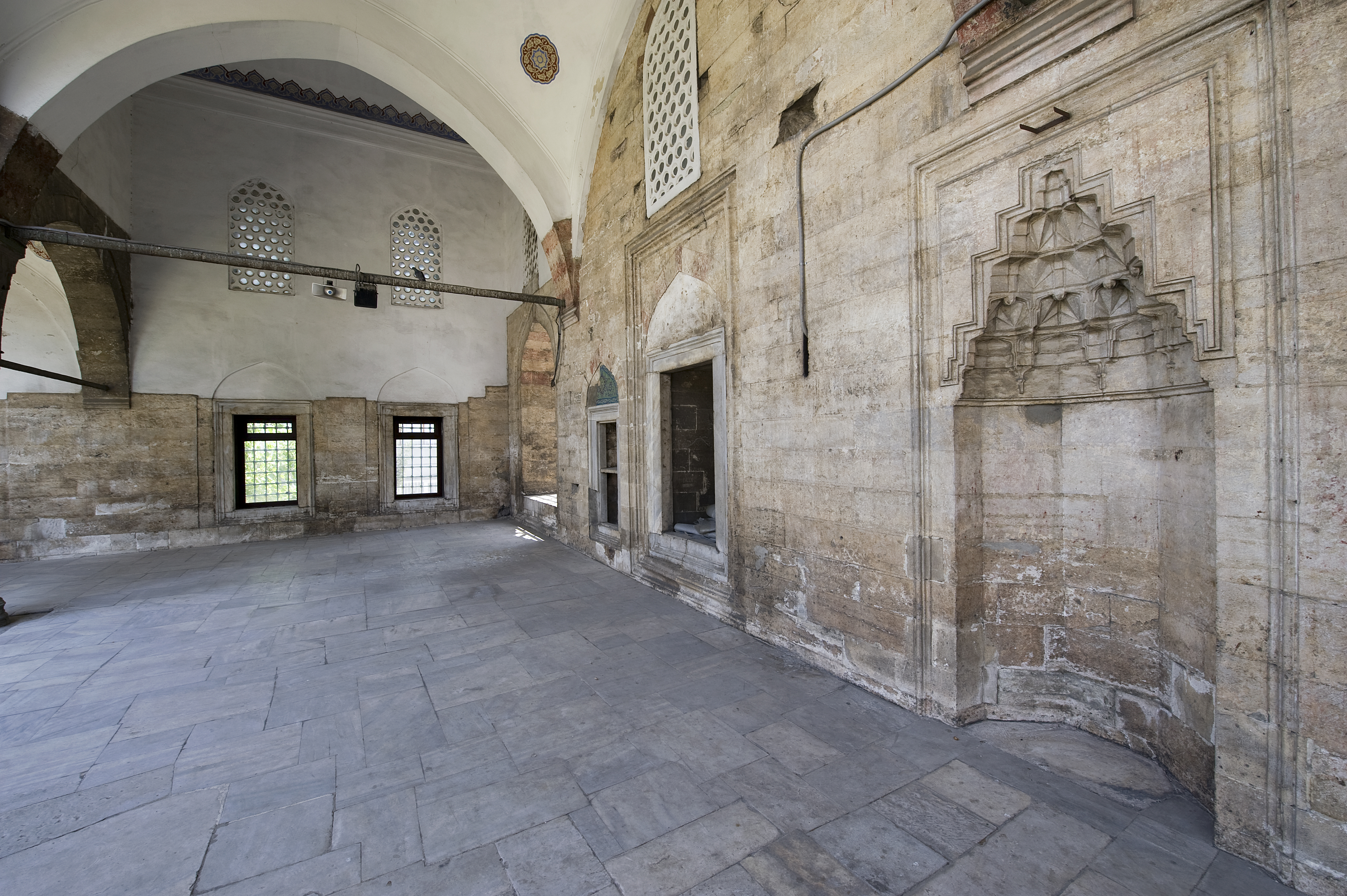
Portikus
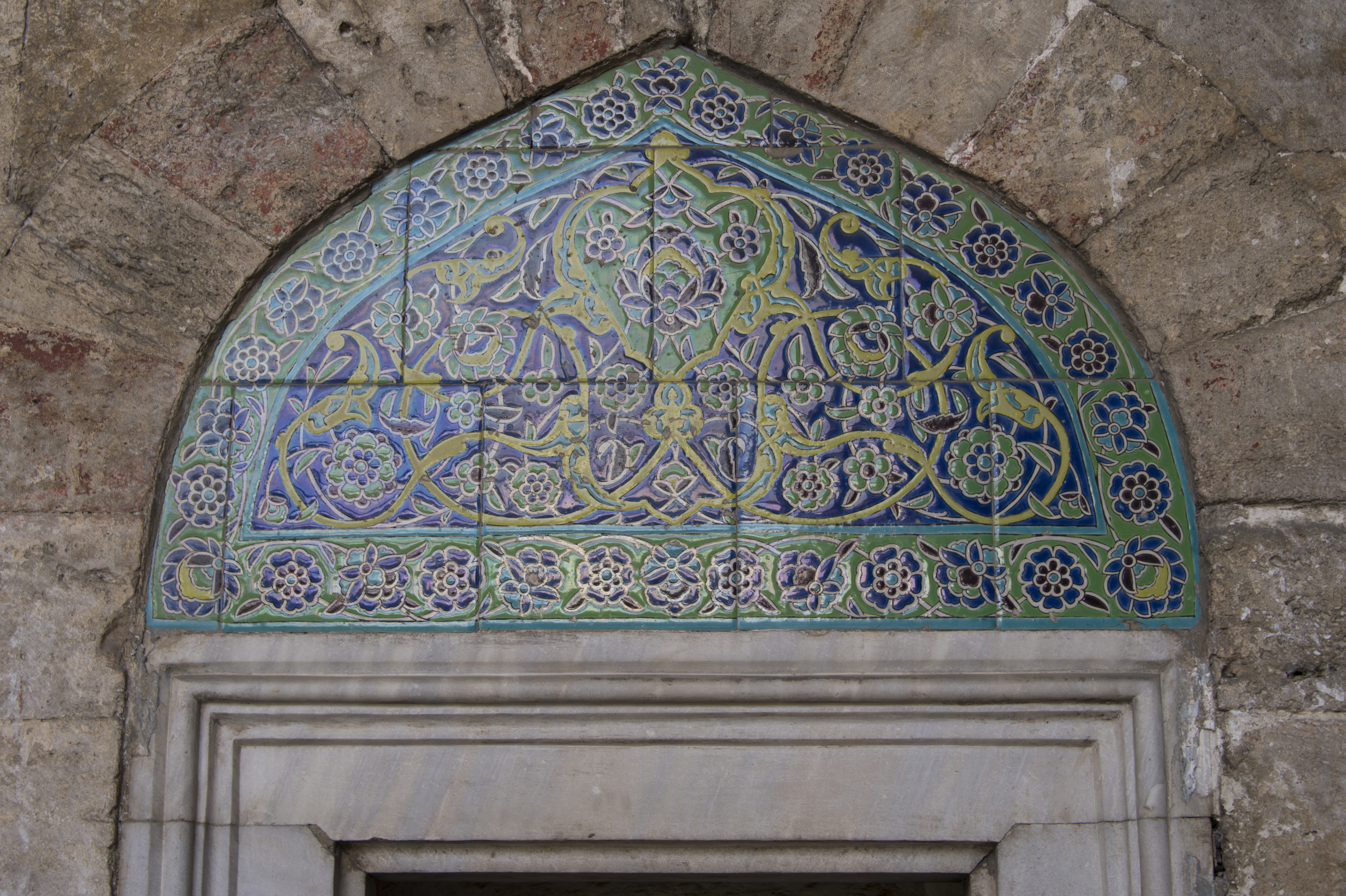
İznik-Keramik an Portikus
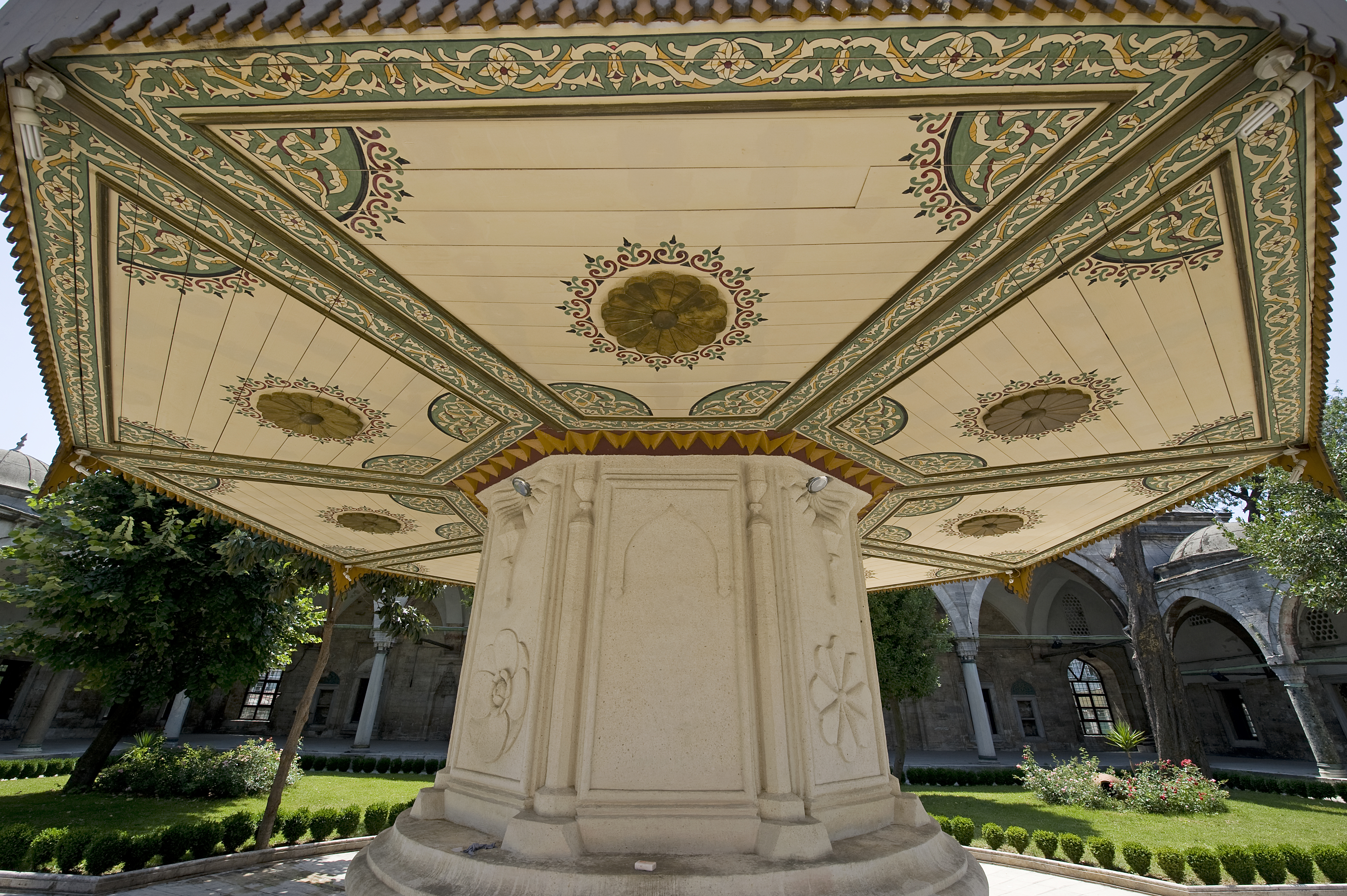
Schadirwan
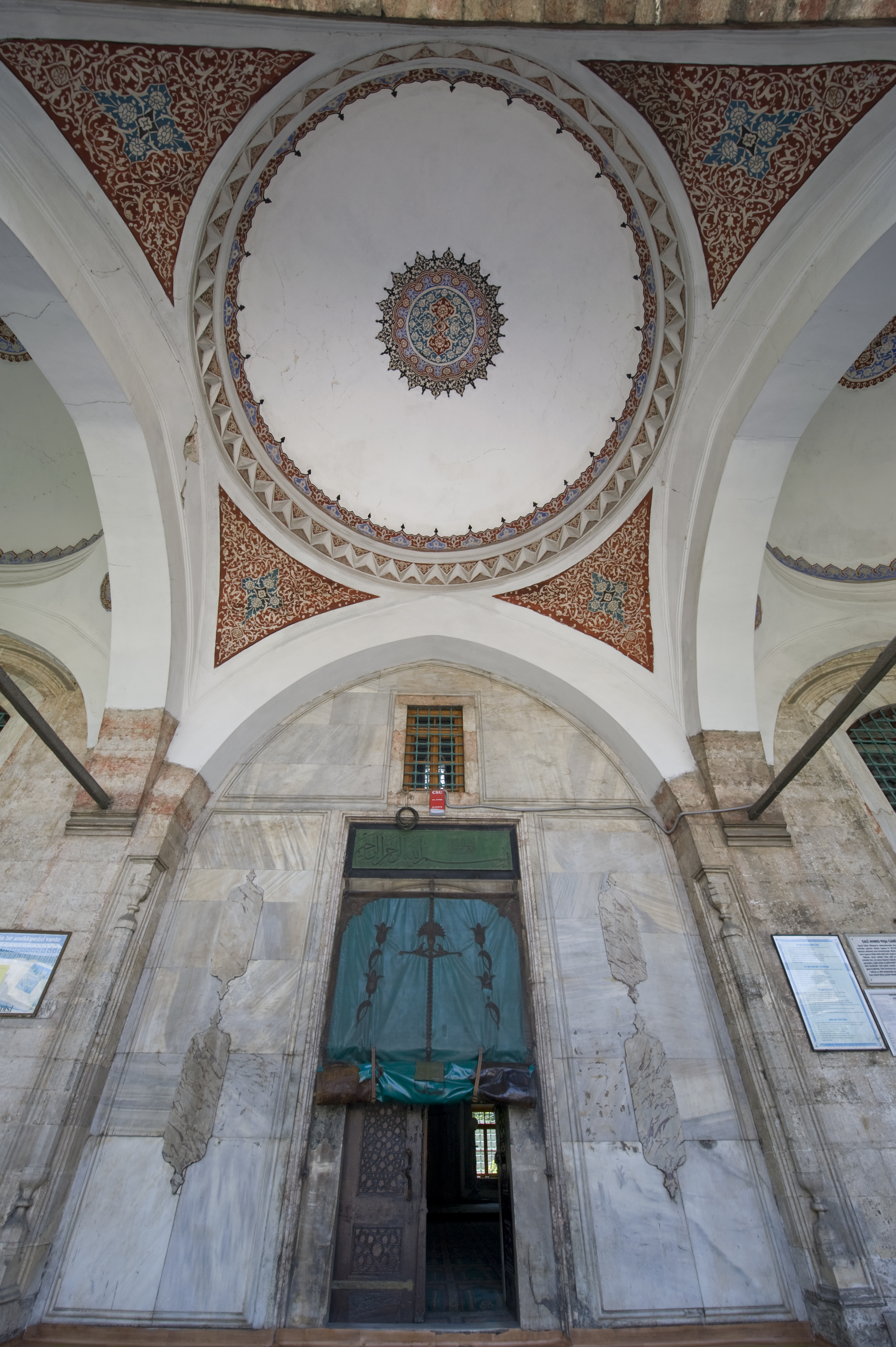
Eingang von außen
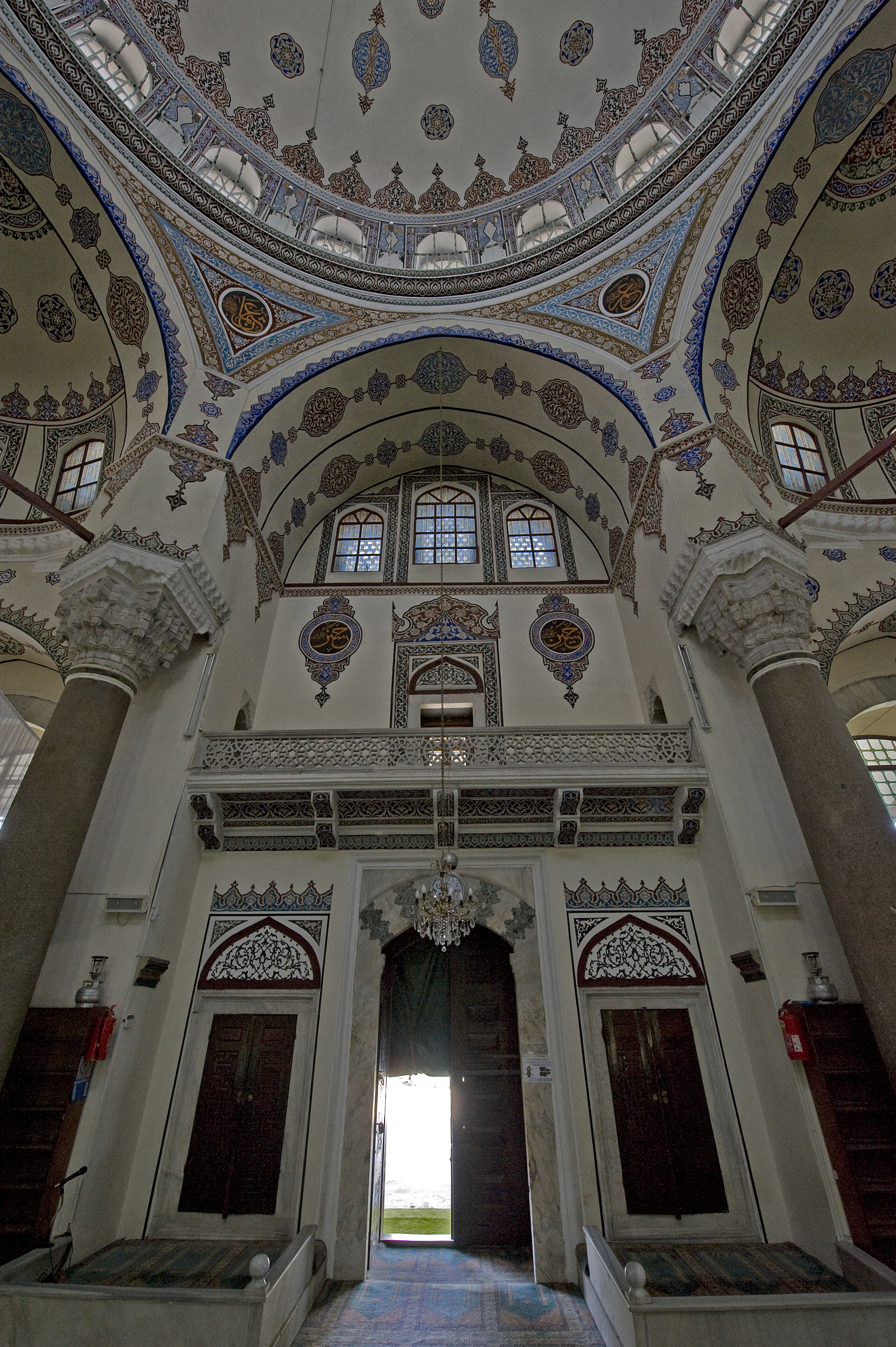
Eingang von innen
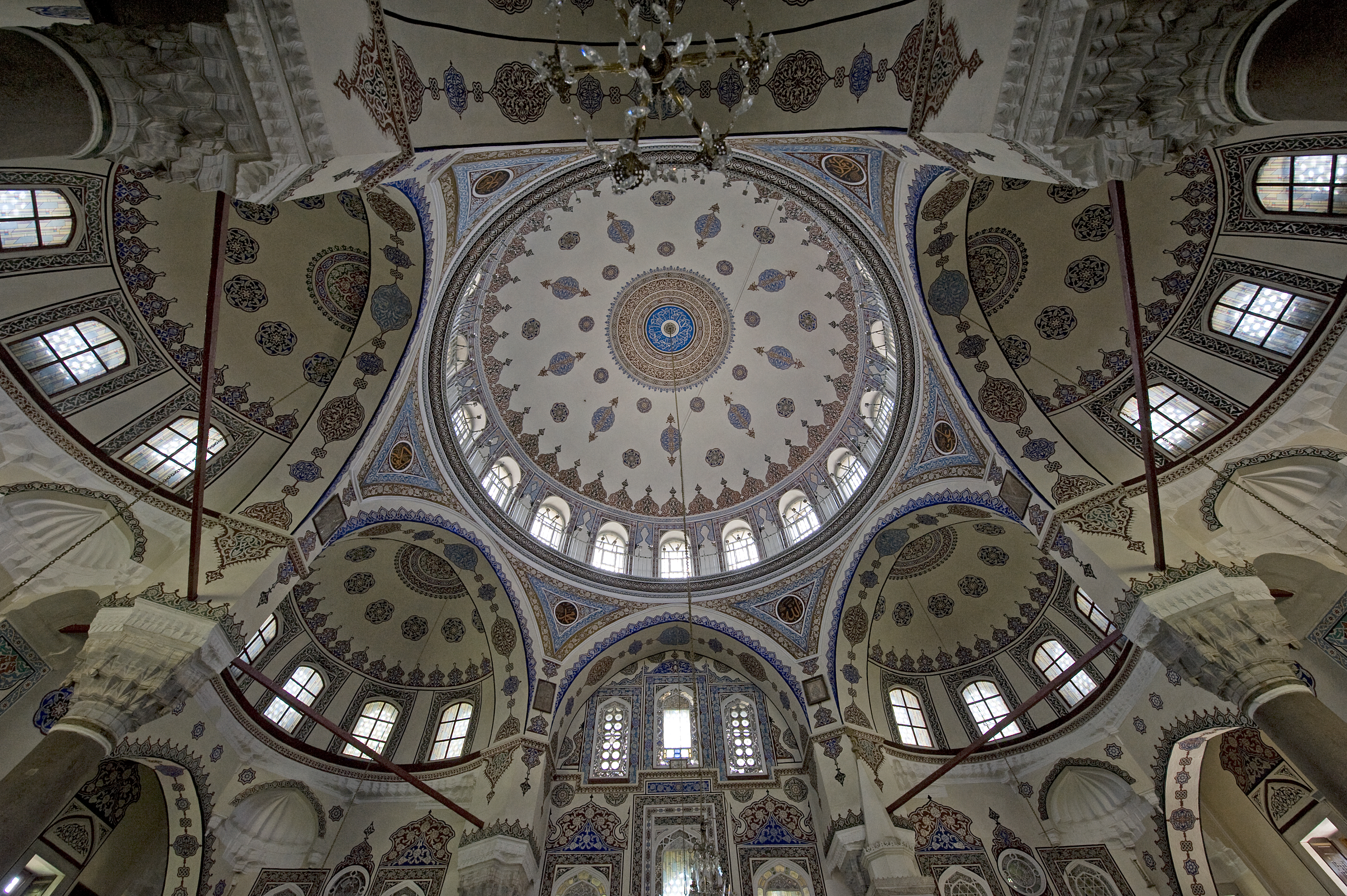
Kuppel
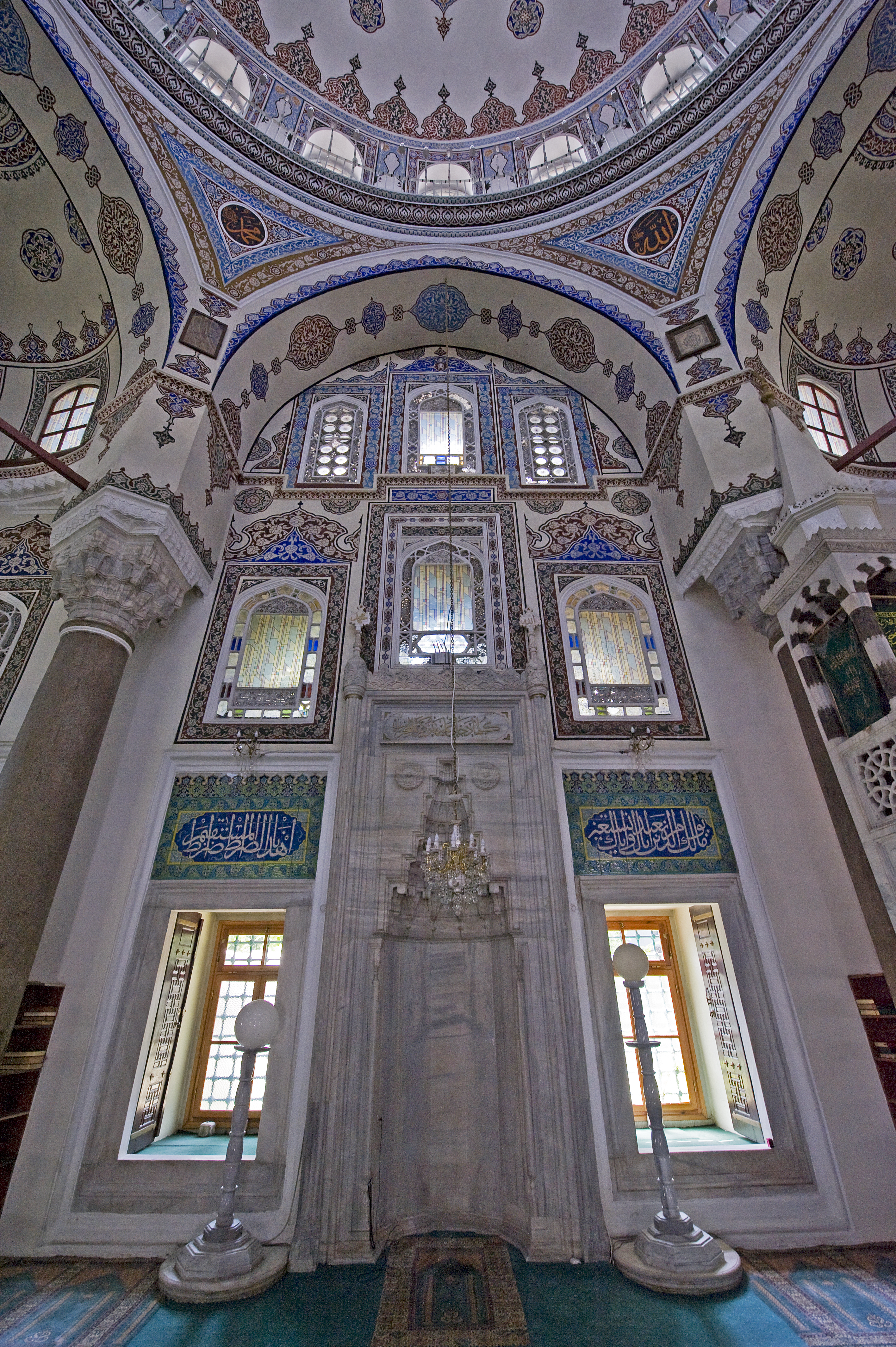
Mihrab
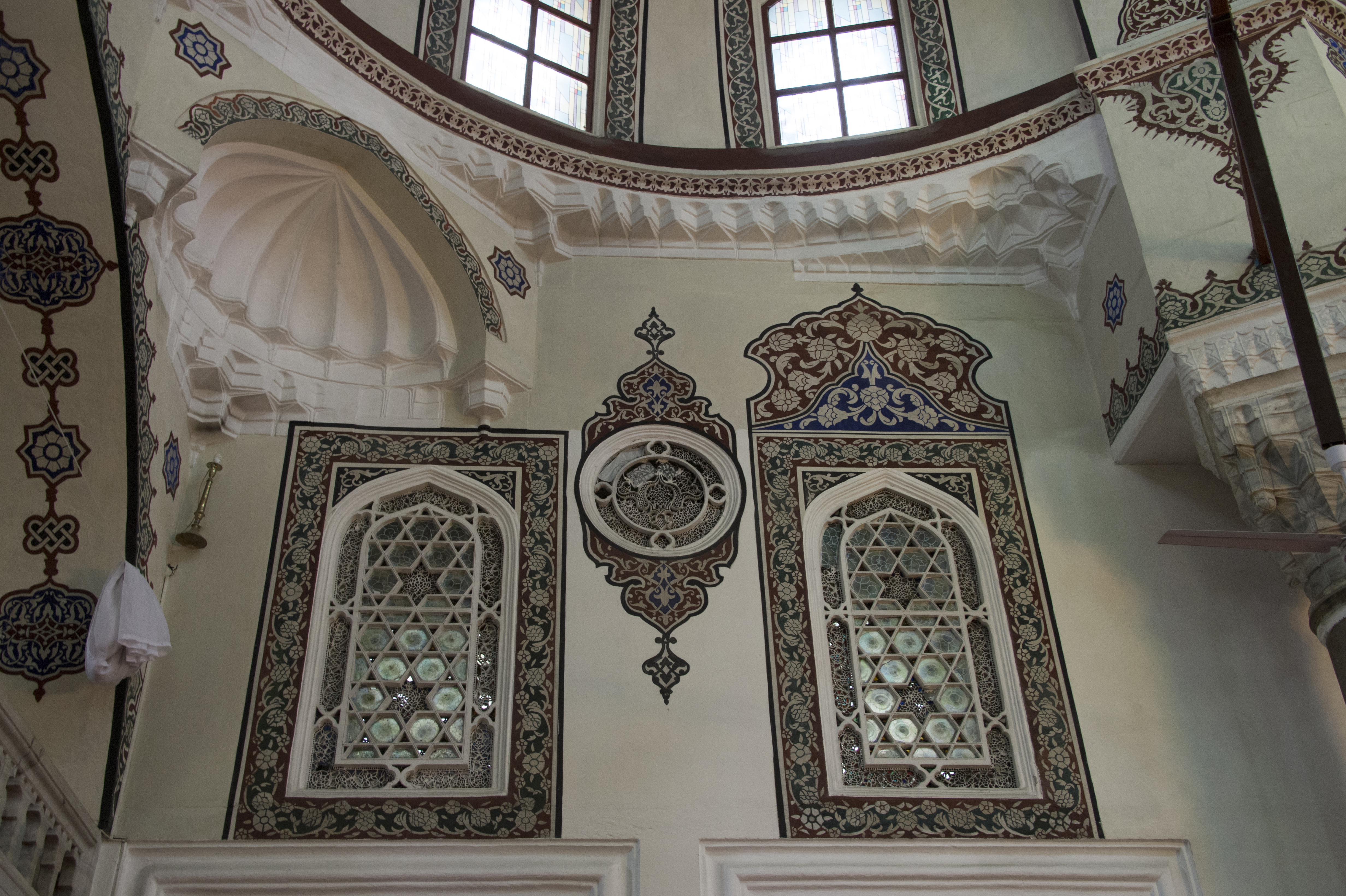
Konche und Halbkuppel
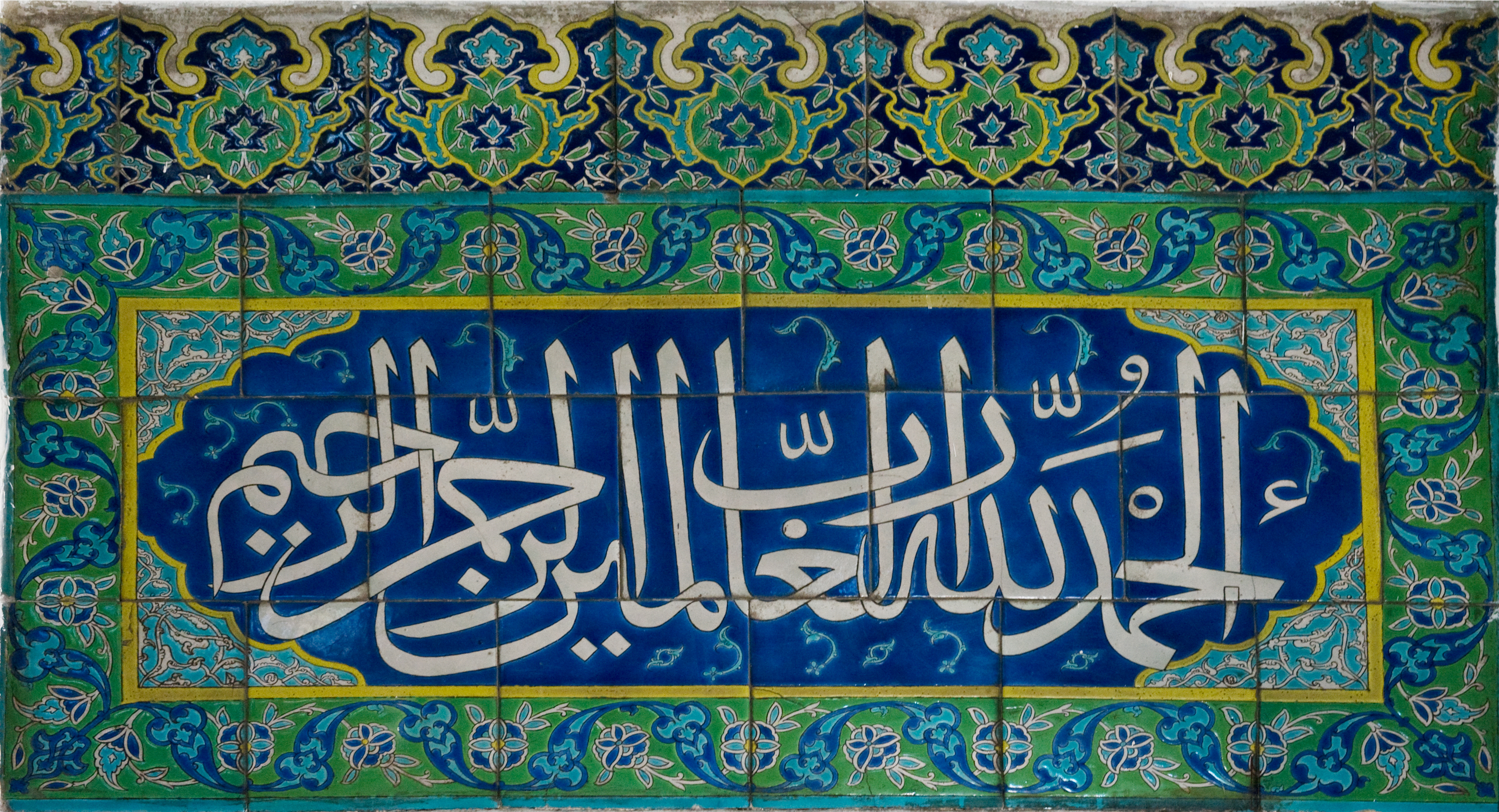
Keramik mit kalligraphischer Inschrift
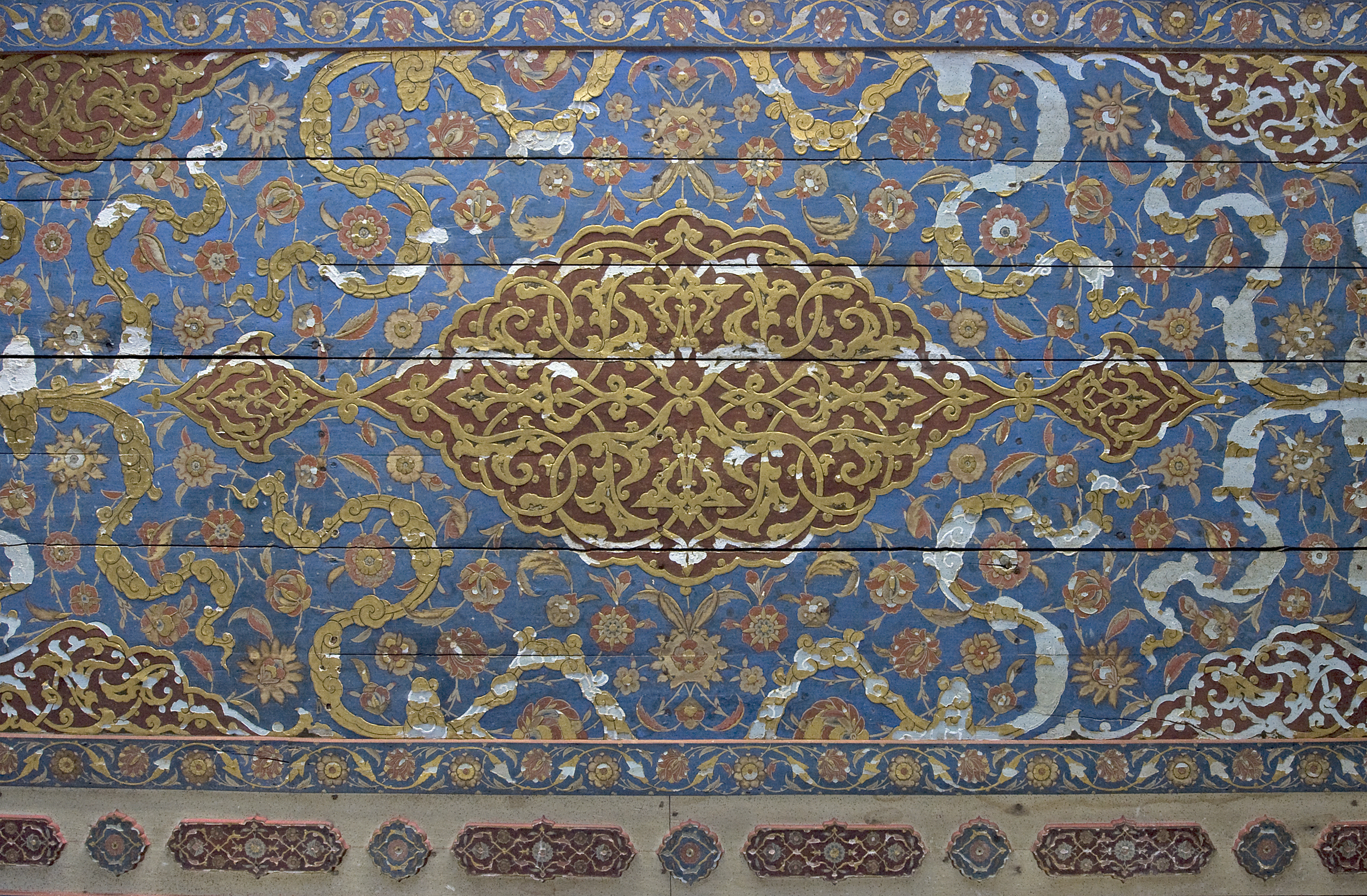
Arabesken an der Decke der Westempore
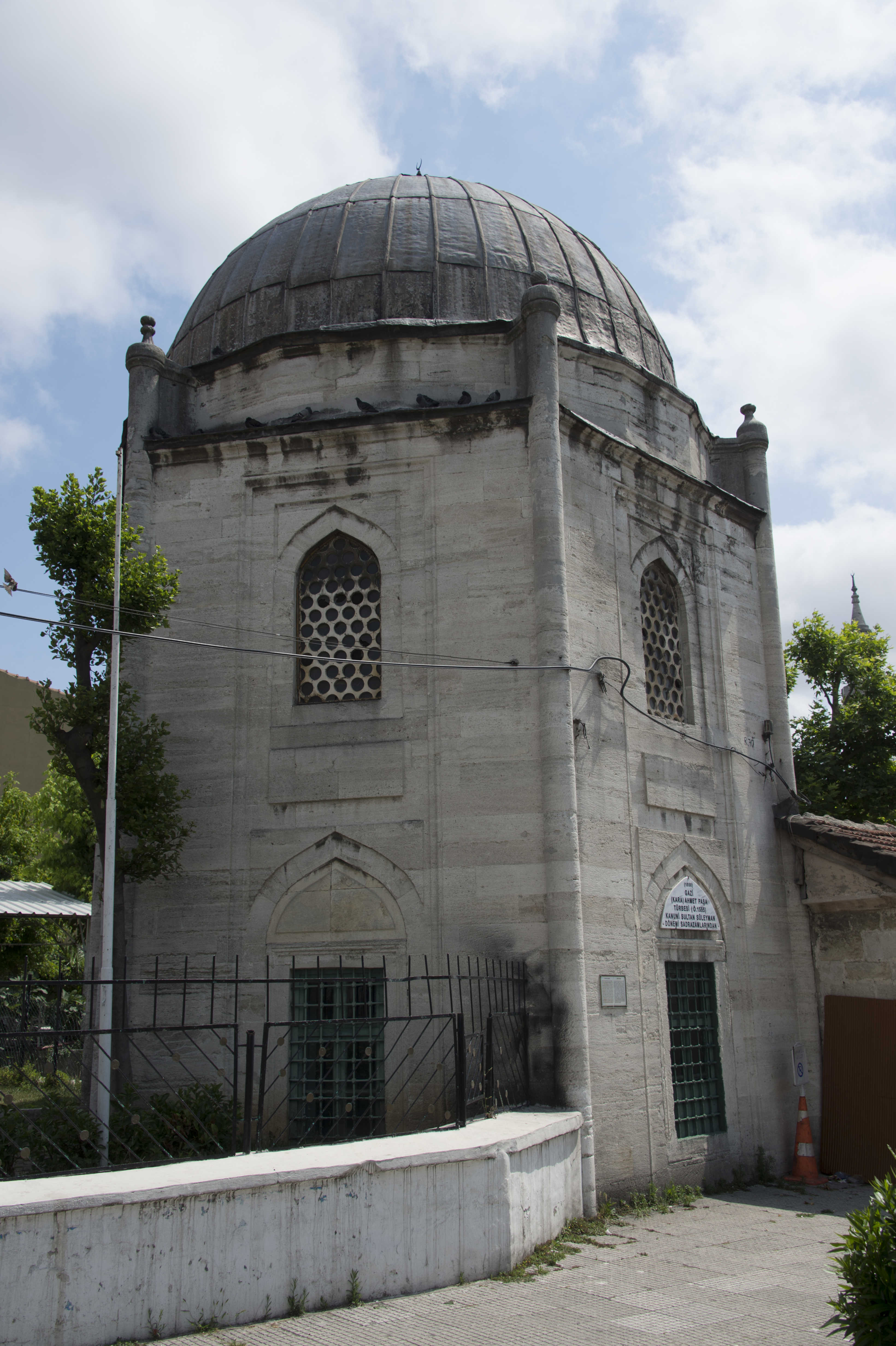
Mausoleum Kara Ahmed Paschas